# Lee Eun-kyung
Lee Eun-kyung (hangul: 이은경, ur. 15 lipca 1972) – koreańska łuczniczka, mistrzyni olimpijska, mistrzyni świata. Startowała w konkurencji łuków klasycznych.
Największym jej osiągnięciem jest złoty medal olimpijski z Barcelony (2004) drużynowo oraz złoty medal mistrzostw świata w Riom (1999) w konkurencji indywidualnej.